# Shirley Babashoff
Shirley Babashoff (Whittier, Estats Units, 31 de gener de 1957) és una nedadora nord-americana que destacà a la dècada del 1970. Va ser una de les dues primeres dones a guanyar cinc medalles en natació durant un Jocs Olímpics, a Mont-real (Canadà) el 1976.

## Biografia
Va néixer el 31 de gener de 1957 a la ciutat de Whittier, població situada a l'estat de Califòrnia. El seu germà, Jack Babashoff, també va ser nedador i medallista olímpic.

## Carrera esportiva
Va participar, als 15 anys, en els Jocs Olímpics d'Estiu de 1972 realitzats a Múnic (Alemanya Occidental) on va aconseguir 4 medalles: dues medalles d'or en les proves de relleus 4x100 metres lliures i relleus 4x100 metres estils, i dues medalles de plata en els 100 i 200 metres lliures, a més de finalitzar quarta en els 400 metres lliures. En els Jocs Olímpics d'Estiu de 1976 realitzats a Mont-real (Canadà) va aconseguir guanyar la medalla d'or en la prova dels relleus 4x100 metres lliures, establint un nou rècord del món, i la medalla de plata en les proves de 200, 400 i 800 metres lliures i els relleus 4x100 metres estils, a més de finalitzar cinquena en els 100 metres lliures.
Babashoff va establir sis rècords mundials en proves individuals i cinc més en proves de relleus. També va establir 37 rècords dels Estats Units, 17 d'individuals i 20 de relleus.
Al llarg de la seva carrera ha guanyat 10 medalles en el Campionat del Món de natació, entre les quals dues medalles d'or i set medalles de plata.